# ليدي سوزان
لَيدي سوزان هي رواية قصيرة لمطبعة كتبتها جاين أوستن، من المحتمل أن تكون مكتوبة عام 1794 ولكنها لم تُنشر حتى عام 1871. هذا العمل الكامل المبكر، الذي لم يقدمه المؤلف للنشر، يصف مخططات شخصية العنوان.

## الملخص
تزور السيدة سوزان فيرنون، وهي أرملة أخيرة جميلة وساحرة، شقيقها وأختها تشارلز وكاثرين فيرنون، دون إشعار مسبق يذكر في تشرشل، مقر إقامتهم القُطري. كاثرين بعيدة عن السرور، حيث حاولت السيدة سوزان منع زواجها من تشارلز ووصفها ضيفها غير المرغوب فيه بأنها «أنجع أنتيكيت في إنجلترا». بين الفتوحات السيدة سوزان في لندن هو متزوج السيد Manwaring.
وسيصل شقيق كاثرينز ريجينالد بعد أسبوع، وعلى الرغم من التحذيرات القوية التي وجهتها كاترين حول شخصية السيدة سوزان، فإنها سرعان ما تندرج تحت تأثيرها. لعب سيدة سوزان مع العاطفة الأصغر سنا للتسلية الخاصة بها وبعد ذلك لأنها ترى أنها تجعل أخت زوجها غير مستقر. توصي صديقتها، السيدة جونسون، التي تكتبها مراراً وتكراراً، بأن تتزوج من ريجنالد المؤهلة جداً، لكن السيدة سوزان تعتبره أقل شأناً من مانوارينج.
تحاول فريدريكا، ابنة ليدي سوزان البالغة من العمر 16 عاما، الهروب من المدرسة عندما تتعلم من خطة والدتها أن تتزوجها إلى شاب ثري، لكنه شرير، تكره. كما تصبح ضيفًا في تشرتشل. تأتي كاثرين إلى مثلها - شخصيتها لا تتشابه تمامًا مع أمها - ومع مرور الوقت، تكتشف ارتباط فريديريكا المتزايد إلى ريجنالد الغامض.
في وقت لاحق، يظهر السير جيمس مارتن، الخاطب غير المرغوب فيه في فريدريكا، دون دعوة إلى حد كبير، لضيقها وضيق والدتها. عندما يتوسل Frederica ريجنالد للحصول على الدعم من اليأس (بعد أن تم حظره من قبل السيدة سوزان لتحويله إلى تشارلز وكاثرين)، فإن هذا يسبب خرقًا مؤقتًا بين ريجنالد والسيدة سوزان، إلا أن هذا الأخير سيصلح القطيعة.
تقرر ليدي سوزان العودة إلى لندن وتزوج ابنتها إلى السير جيمس. تتابع ريجنالد، ما زالت سحرها وتعتزم الزواج منها، لكنه يصادف السيدة مانوارنج في منزل السيد جونسون ويتعلم أخيراً شخصية السيدة سوزان الحقيقية. تنتهي السيدة سوزان بزواجها من السير جيمس بنفسها، وتسمح لفريديريكا بالإقامة مع تشارلز وكاثرين في تشرشل، حيث يمكن التحدث مع ريجنالد دي كورسي، بالإطراء، والبراعة في حبها لها.

## الشخصيات الرئيسية
- ليدي سوزان فيرنون

يبلغ عمر الشخصية الرئيسية حوالي 35 أو 36 عامًا. هي ابنة إيرل. إنها أرملة لا تزيد عن بضعة أشهر، ومن المعروف أنها تتلاعب بشكل فاضح وتغري الرجال الأحاديين والمتزوجين على حد سواء. بما أنها تركت في حالة غير مستقرة من الناحية المالية بسبب وفاة زوجها الأول، فإنها تستخدم المغازلة والإغراء لتحقيق أهدافها والحفاظ على مظهر من نمط حياتها الثري السابق. وبصفتها أرملة وأم، فإن أهدافها الرئيسية تتمثل في تزويج ابنتها فريديريكا (التي تشعر بازدراء تجاهها بأنها غبية وعنيدة) إلى رجل ثري، ولتزوجها بمباراة أفضل. تصفها السيدة فيرنون بأنها «... جميلة للغاية بشكل مفرط. نادراً ما رأيت مرأة جميلة مثل السيدة سوزان. إنها نزيهة للغاية، مع عيون رمادية رفيعة ورموش داكنة؛ ومن مظهرها لن يفترضها أحد أكثر من خمسة وعشرون، على الرغم من أنها يجب أن تكون في الحقيقة أكبر بعشر سنوات، لم يكن من المؤكد أنني أعجبت بها... لكن لا يسعني إلا الشعور بأن لديها اتحادًا غير مألوف من التماثل والذكاء والنعمة.» سيدة سوزان باردة تجاه ابنتها، التي تشعر أنها قليلة أو لا تحبها: إنها تصفها بأنها «فتاة غبية» ليس لديها ما توصي بها. من الممكن أن تعتمد جين أوستن على شخصية أم جارتها، السيدة الجميلة كرافن، التي عالجت بناتها بقسوة، وحبسهن، وضربهن وتجويعهن، حتى هربن من المنزل أو تزوجن تحت فصلهم للهروب. هناك تباين مثير للسخرية بين عظمة سوزانا الجميلة للعهد القديم والليدي سوزان.

## روابط خارجية
- ليدي سوزان على موقع الموسوعة البريطانية (الإنجليزية)